# Арон Тејлор Џонсон
Арон Пери Тејлор Џонсон (енгл. Aaron Perry Taylor-Johnson; Хај Виком, 13. јун 1990) енглески је глумац.

## Биографија
Глумом се бави од шесте године, а прве веће улоге играо је у филмовима Илузиониста (2006) и Ангус, танге и љубљење са ватањем (2008). Прву насловну улогу у каријери тумачио је у биографској музичкој драми Џон Ленон: Момак ниоткуда из 2009, а потом и у акционој комедији Фајтер (2010) и наставку Фајтер 2 (2013). Током овог периода такође је наступио у филму Алберт Нобс Родрига Гарсије, криминалистичком трилеру Дивљаци Оливера Стоуна и љубавној драми Ана Карењина Џоа Рајта и био номинован за награду БАФТА за будућу звезду.
Популарност међу широм публиком стекао је захваљујући улогама у блокбастерима Годзила (2014) и Осветници: Ера Алтрона (2015).
Марта 2024. најављено је да му је понуђено да тумачи улогу наредног агента 007 у Џејмс Бонд франшизи.

## Филмографија
| Филмови             |                                         |               |                                 | |
| Година              | Српски назив                            | Изворни назив | Улога                           | Напомене |
| 2002.               | Том и Томас                             |               | Том Шепард/Томас                | |
| 2002.               | Апокалипса                              |               | Џонан                           | |
| 2003.               | Иза затворених врата                    |               | Сем Гудвин                      | ТВ филм |
| 2003.               | Шангајски витезови                      |               | Чарли Чаплин                    | |
| 2004.               | Скроз кул                               |               | Џорџ                            | |
| 2006.               | Господар лопова                         |               | Проспер                         | |
| 2006.               | Илузиониста                             |               | Ајзенхајм као дечак             | |
| 2006.               | Брзо учење                              |               | Нил                             | |
| 2006.               | Венчани кум                             |               | Мајкл са 15 година              | ТВ филм |
| 2007.               | Магична врата                           |               | Флип                            | |
| 2007.               | Шерлок Холмс и хулигани из улице Бејкер |               | Финч                            | ТВ филм |
| 2008.               | Глупан                                  |               | Дени                            | |
| 2008.               | Ангус, танге и савршени пољупци         |               | Роби Џенингс                    | |
| 2009.               | Најбоља ноћ                             |               | Бенет Бруер                     | |
| 2009.               | Џон Ленон: Момак ниоткуда               |               | Џон Ленон                       | Награда Емпајер за најбољег новајлију номинација - Британска независна филмска награда за најбољег глумца у главној улози |
| 2010.               | Фајтер                                  |               | Дејвид "Дејв" Лизевски/Фајтер   | номинација - БАФТА за будућу звезду номинација - Награда Емпајер за најбољег глумца                                       |
| 2010.               | Исповедаоница                           |               | Вилијам                         | |
| 2011.               | Алберт Нобс                             |               | Џо                              | |
| 2012.               | Дивљаци                                 |               | Бен                             | |
| 2012.               | Ана Карењина                            |               | Вронски                         | |
| 2013.               | Фајтер 2                                |               | Дејвид "Дејв" Лизевски/Фајтер   | |
| 2014.               | Капетан Америка: Зимски војник          |               | Пјетро Максимов/Квиксилвер      | камео |
| 2014.               | Годзила                                 |               | Форд Броди                      | |
| 2015.               | Осветници: Ера Алтрона                  |               | Пјетро Максимов/Квиксилвер      | |
| 2015.               | Ноћне звери                             |               | Реј Маркус                      | |
| 2018.               | Изгубљени краљ                          |               | Џејмс Даглас                    | |
| 2020.               | Тенет                                   |               | Ајвс                            | |
| 2021.               | Кингсман: Почетак                       |               | Арчи Рид                        | |
| 2022.               | Брзина метка                            |               | Мандарина                       | |
| 2024.               | Каскадер                                |               | Том Рајдер                      | |
| 2024.               | Ловац Крејвен                           |               | Сергеј Кравинов / Ловац Крејвен | |
| 2024.               | Носферату                               |               | Фридрих Хардинг                 | |
| 2026.               | 28 година касније: Храм костију         |               | Џејми                           | |
| Телевизијске серије |                                         |               |                                 | |
| 2001.               | Армадило                                |               | млади Лармер Блек               | |
| 2003.               | Полиција                                |               | Зак Клаф                        | Епизода: |
| 2004.               | Породични бизнис                        |               | Пол Саливан                     | 1 епизода |
| 2004.               | Пернати дечак                           |               | Никер                           | 3 епизоде |
| 2006.               | Не треба да будем жив                   |               | Марк                            | 4 епизоде |
| 2006.               | Трауматологија                          |               | Џои Берн                        | Епизода: |
| 2007.               | Разговарај са мном                      |               | Арон                            | 4 епизоде |
| 2007.               | Долазак                                 |               | Еојн                            | Епизода: |
| 2007.               | Скоро познат                            |               | Зејн Маринели                   | епизода |
| 2014.               | Породични човек                         |               | Џејдан (глас)                   | Епизода: |